# Vera Huhs
Vera Huhs (4. marts 1908 – 2. juli 1995) var en dansk teaterskuespiller. Hun var mor til skuespilleren Vera Stricker